# Дом инвалидов (Новочеркасск)
Дом инвалидов  — здание в городе Новочеркасске Ростовской области. Построено для инвалидов, в память об Отечественной войне 1812 года. Ныне здание занимает факультет геологии и нефтегазового дела ЮРГТУ.

## История
Здание (Дом инвалидов) на углу современных улиц Богдана Хмельницкого и Троицкой города Новочеркасска построено к празднованию 100-летия Отечественной войны 1812 года.
В годы Отечественной войны 1812 года Донские казаки под командованием атамана Матвея Ивановича Платова покрыли славой войско Донское. В честь юбилея войны с французами было решено построить в Новочеркасске дом для 25 человек  — инвалидов нижних чинов Донского Войска.
В эти годы по всей России уже функционировали дома для ветеранов, которые потеряли здоровье на военной службе. На Дону это был первый инвалидный дом. Для сооружения дома проводился сбор пожертвований. На собранные средства было построено большое здание в форме буквы Е. Автором проекта был архитектор Сергей Иванович Болдырев.
Из-за нехватки средств здание не было обустроено и отделано изнутри, поэтому долго пустовало. Летом 1917 года здание самовольно заняла  Новочеркасская организация «Донской комитет больных и увечных воинов». Эта организация занималась работой по устройству Дома инвалидов. Организация работала в этом здании и в годы Гражданской войны. Известно, что по Приказу Всевеликому Войску Донскому от 31 марта 1919 года урядник Митякинской станицы Андрей Авксентьевич Лобов был назначен почётным опекуном Дома инвалидов Всевеликого Войска Донского.
В годы советской власти здание отошло Новочеркасскому политехническому институту. В нём располагалась кафедра металлургии и металлографии, лаборатории и учебные мастерские. В настоящее время здание занимает школа.

## Архитектурные особенности
Кирпичное здание Дома инвалидов, построенное архитектором С. И. Болдыревым выделяются своими массивными колоннами дорического ордера, врезанными в монолит фасада. Над парадным входом устроена полуциркульная ниша с полукруглым окном. По обе стороны сверху от входа находятся венки Славы, под ними написаны две даты: 1812 и 1912 годы, связанные с юбилеем — 100-летием Отечественной войны 1812 года.  Боковые крылья портиков охватывают здание.